# Fukan zazengi

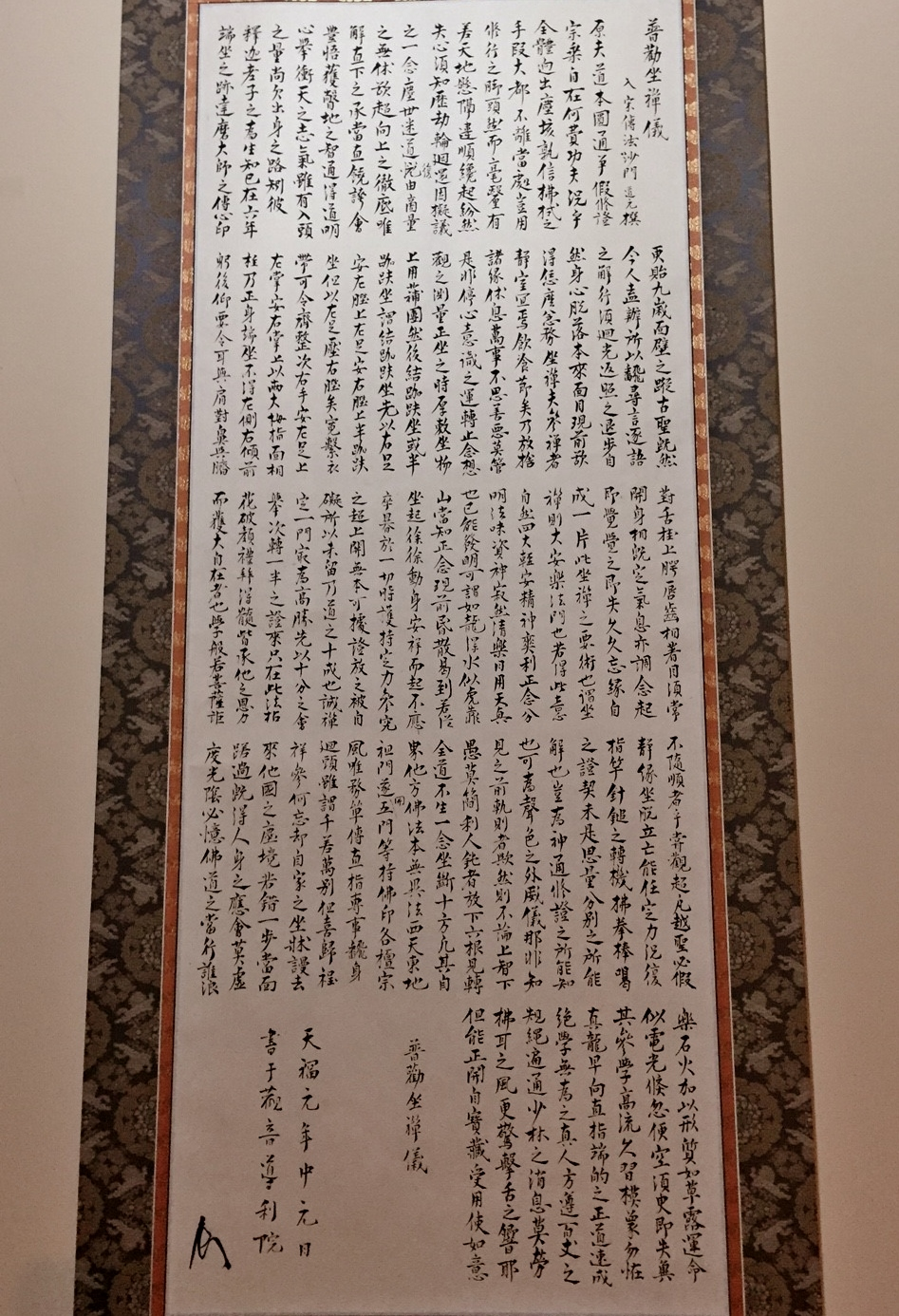
Faksymile tekstu Fukan zazengi napisanego własnoręcznie przez Dōgena w 1233 roku (tzw. rękopis Tenpuku)

Fukan zazengi (jap. 普勧坐禅儀; Zasady uprawiania zalecanej wszystkim siedzącej medytacji) –  tekst japońskiego mistrza zen Dōgena poświęcony znaczeniu i sposobowi praktykowania zazen. Jest to jednocześnie praktyczny poradnik medytacji, filozoficzny tekst poświęcony poglądowi zen na buddyzm i dzieło literackie.

## Historia i wersje tekstu
Zasady uprawiania zalecanej wszystkim siedzącej medytacji napisane zostały w klasycznym języku chińskim (kanbun), w stylu zwanym shiroku benreitai, w którym frazy liczące po cztery i sześć znaków następowały kolejno po sobie, co pozwala sądzić, że tekst przeznaczony był do recytacji. Są uważane za pierwszy tekst Dōgena napisany przez niego w roku 1227, tuż po powrocie do Japonii z wyprawy do Chin. Tekst Dōgena obficie wykorzystuje, a niekiedy przepisuje, XII-wieczną instrukcję do medytacji Zuochan yi autorstwa chińskiego mistrza Changlu Zongze. Zdaniem współczesnego znawcy myśli Dōgena, Carla Bielefelda, przepisywane przez siebie partie tekstu Changlu Zongze poddał Dōgen stylistycznym przeróbkom, które z technicznego poradnika zmieniają go w tekst literacki. Ponadto Dōgen uzupełnił pierwotny tekst o wyjaśnienie filozoficznych podstaw praktyki medytacji.
Pierwsza wersja Fukan zazengi z 1227 roku nie zachowała się. Przetrwały dwie wersje: spisany ręką samego autora tekst z roku 1233 (tzw. „rękopis Tenpuku”) oraz wersja popularna, zredagowana prawdopodobnie ok. 1243 roku lub w latach 1242–1246. Wersja popularna, używana do dziś, została włączona do Eihei kōroku, zbioru wykładów i pism Dōgena skompilowanego przez jego ucznia Kouna Ejō i wydanego drukiem w 1673 przez Manzana Dōhaku. Wersja z 1233 roku pozostawała do niedawna w rękopisie.
Obie wersje różnią się od siebie w istotnych szczegółach, odwzorowując ewolucję myśli Dōgena i rozwój japońskiej szkoły sōtō.
Fukan zazengi to jeden z trzech stworzonych przez Dōgena tekstów poświęconych praktyce zazen. Dwa późniejsze teksty, Zazenshin i Zazengi, napisane zostały po japońsku i włączone jako zwoje do Shōbōgenzō. Przedstawione w obu tych tekstach rozumienie zazen bliskie jest poglądowi zawartemu w popularnej (późniejszej) wersji Fukan zazengi.

## Treść
Tekst Fukan zazengi dzieli się na trzy w przybliżeniu równe części:
- filozoficzne podstawy praktyki zazen,
- konkretne wskazówki dotyczące medytacji (w większości przepisane za Zuochan yi),
- rozważania o zaletach medytacji i zachęta do wytrwałej praktyki[4].

Zwłaszcza wprowadzenie jest pierwszą prezentacją poglądów Dōgena, które miały się później stać znakiem rozpoznawczym szkoły sōtō. Przedstawiona w tekście doktryna skupia się wokół poglądu o jedności praktyki zazen i oświecenia. Sednem przedstawionej w Fukan zazengi praktyki zazen jest „myślenie niemyślenia”:

Zaprzestań więc intelektualizowania i pogoni za słowami. Naucz się robić krok wstecz i skieruj swoje światło do wewnątrz. Wtedy twoje ciało i umysł w naturalny sposób odpadną i pierwotna twarz pojawi się sama z siebie. Jeśli chcesz urzeczywistnić takość, praktykuj takość bez zwłoki.

Dōgen przywołuje przykłady Buddy Siakjamuniego, który medytował przez sześć lat, i Bodhidharmy, który medytował przez dziewięć lat, aby podkreślić wartość praktykowania zazen bez względu na poziom zaawansowania na ścieżce. Podkreśla również, że metoda ta jest uniwersalna, odpowiednia dla wszystkich, bez różnicy płci, pozycji, zdolności czy inteligencji.